# Ли Джэ Хо (кёрлингист)
Ли Джэ Хо (кор. 이재호) — южнокорейский кёрлингист.
В составе мужской сборной Республики Корея серебряный призёр Тихоокеанско-азиатского чемпионата 2006 и чемпион зимних Азиатских игр 2007, участник чемпионата мира среди мужчин 2007.

## Достижения
- Тихоокеанско-азиатский чемпионат по кёрлингу: серебро (2006).
- Зимние Азиатские игры: золото (2007).

## Команды
| Сезон   | Четвёртый      | Третий         | Второй         | Первый         | Запасной                                                                           | Турниры                       |
| ------- | -------------- | -------------- | -------------- | -------------- | ---------------------------------------------------------------------------------- | ----------------------------- |
| 2004—05 | Пэк Чон Чхоль  | Ли Джэ Хо      | Ян Се Ён       | Пак Квон Иль   | Квон Ён Иль тренеры: Джим Урсел, Chung Young Sup                                   | ТАЧ 2004 (5 место)            |
| 2005—06 | Пэк Чон Чхоль  | Ли Джэ Хо      | Ян Се Ён       | Квон Ён Иль    | Пак Квон Иль тренер: Yoo Kun Jick                                                  | ТАЧ 2005 (6 место)            |
| 2006—07 | Ли Джэ Хо      | Пэк Чон Чхоль  | Ян Се Ён       | Пак Квон Иль   | Квон Ён Иль тренер: Yoo Kun Jick                                                   | ТАЧ 2006                      |
| 2006—07 | Ли Джэ Хо      | Пэк Чон Чхоль  | Ян Се Ён       | Квон Ён Иль    | Пак Квон Иль тренеры: Kang Yang-Won (ЗАИ), Yoo Kun Jick (ЗАИ), Bradley Burton (ЧМ) | ЗАИ 2007 · ЧМ 2007 (12 место) |
| 2015—16 | Сон Ю Джин     | Hong Jun-yeong | Jeon Byeong-uk | Lee Ge-on      | Ли Джэ Хо тренер: Min Byeung Eun                                                   | ЧМЮ 2016 (10 место)           |
| 2015—16 | Hong Jun Yeong | Lee Geon       | Ли Джэ Хо      | Jun Byeong Hwa |                                                                                    | ЧРКМ 2016 (7 место)           |

(скипы выделены полужирным шрифтом)